# Callopistria postpallida
Callopistria postpallida là một loài bướm đêm trong họ Noctuidae.